# Svorad Ondřej
Svatý Svorad Ondřej (latinsky Zoerardus, polsky Świerad, maďarsky Zoerard-András; asi 980 – kolem roku 1030) byl slovenský benediktin a poustevník, patron města Nitry a Nitranské diecéze.

## Život
Svatý Svorad se narodil v Opatowci na Visle v Malopolsku. Několik let žil jako poustevník nedaleko vsi Tropie nad Dunajcem.
Za vlády uherského krále sv. Štěpána I. se Svorad odebral do Nitry a uchýlil se do benediktinského kláštera sv. Hippolyta na Zoboru. Z rukou opata Filipa zde přijal řeholní roucho a nové jméno Ondřej. S opatovým svolením se uchýlil do samoty i v klášteře na Zoboru. Malá jeskyně nedaleko kláštera dodnes nese jeho jméno.
V pokročilém věku se ke Svoradovi přidružil mnich Benedikt a stal se jeho žákem. Blízkost pomocné ruky umožnila zbožnému poustevníkovi uchýlit se do ještě odlehlejší pustiny do jeskyně v místě dnes nazývaném Skalka nad řekou Váhem poblíž Trenčína.
Svatý Svorad zemřel někdy kolem roku 1030. Nitranský kníže Gejza už v roce 1064 činil první kroky k jeho svatořečení. Kult tohoto prvního slovenského světce byl oficiálně potvrzen až roku 1083 papežem sv. Řehořem VII. z podnětu uherského krále sv. Ladislava I.
Ostatky sv. Svorada byly uloženy v katedrále sv. Emmeráma (Jimrama) v Nitře.

## Legenda
Hlavním a zřejmě i jediným zdrojem informací o životě poustevníka Svorada je latinská Legenda o poustevnících Svoradovi-Ondřeji a Benediktovi z pera jejich současníka Maura, biskupa uherského Pětikostelí.
Biskup Maurus ve své legendě zachytil pozoruhodné svědectví poustevníkova žáka sv. Benedikta o přísném asketickém životě svého učitele. Svatý Svorad přesně podle regulí sv. Benedikta celý den věnoval modlitbě a těžké práci v lese. Postil se tři dny v týdnu a o velkém čtyřicetidenním postě před Velikonocemi vyžádal si 45 ořechů jako jediný pokrm pro celé postní období. Krátký čas k nočnímu odpočinku trávil v sedě na přitesané kládě v jakési trnité ohradě. Trní nedovolovalo tělu jinou než vzpřímenou polohu. Stejně tak na hlavě měl dřevěnou obruč se čtyřmi zavěšenými kameny. Kdykoliv se hlava únavou skláněla, udeřila se o kámen. Legenda dále uvádí, že teprve po smrti světcově, když řeholní bratři mrtvé tělo připravovali k pohřbu, zjistili, že je opásáno řetězem zařezaným a zarostlým pod kůží. Část tohoto řetězu jako vzácnou relikvii přechovával ve svém vlastnictví sám autor legendy, jak uvádí, až do doby, než ho o něj uprosil kníže Gejza.